# Vânător de tancuri

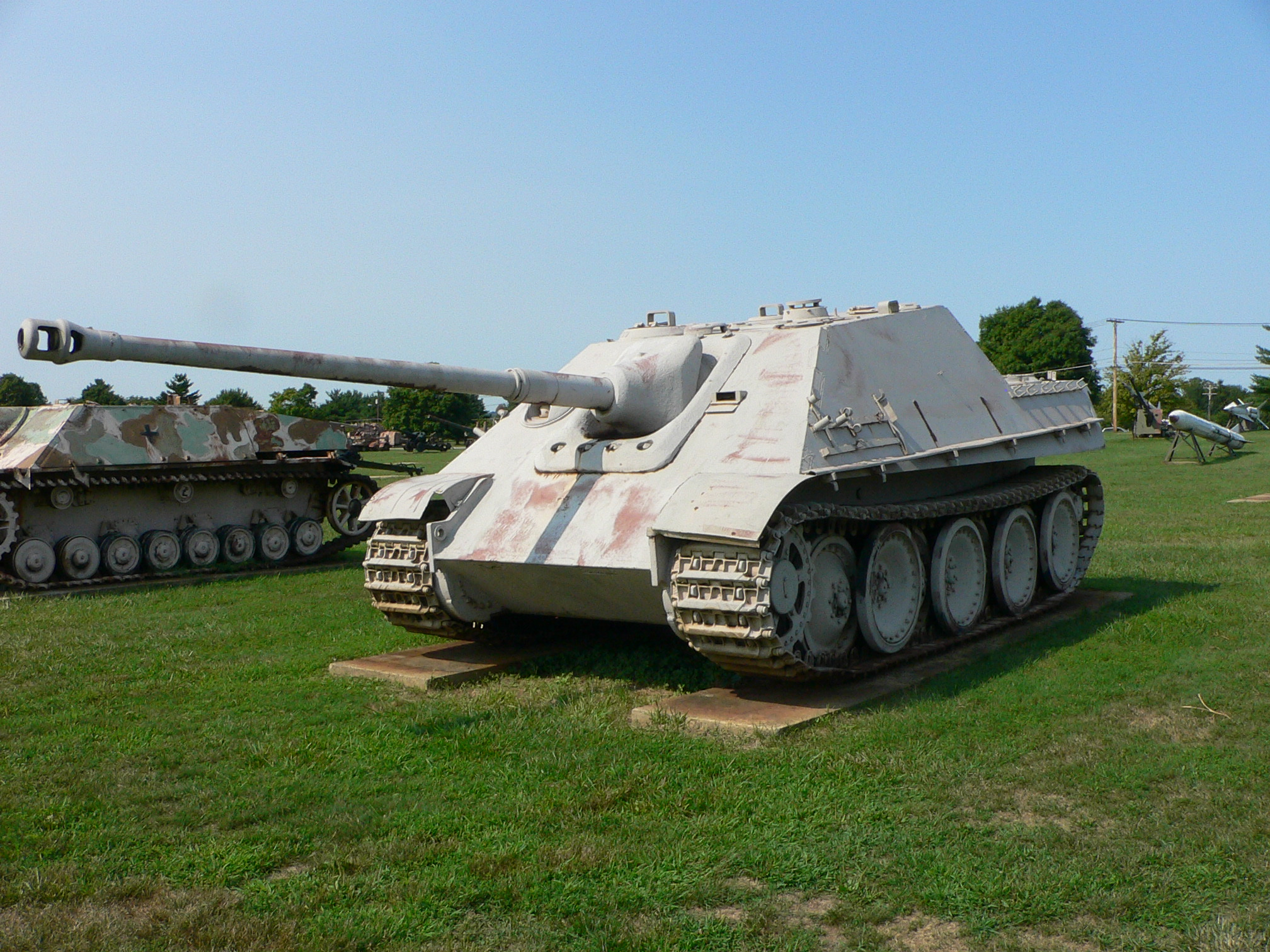
Vânător de tancuri german Jagdpanther din Al Doilea Război Mondial.

Vânătorul de tancuri (denumit în trecut și tun anticar pe afet mobil) este un vehicul de luptă blindat care este dotat cu un tun antitanc. Vânătorii de tancuri sunt proiectați pentru a fi folosiți în sprijinul unităților de infanterie și mecanizate, în operațiuni de retragere și apărare. Unele tipuri au substituit tunul cu lansatoare de rachete antitanc.
În ziua de azi, vânătorii de tancuri au fost substituiți de tancurile de luptă universale, care sunt mai flexibile și au capacități de atac contra infanteriei. Totuși, vânătorii de tancuri sunt mai ieftini de fabricat, menținut și livrat decât tancurile.

## Istoria

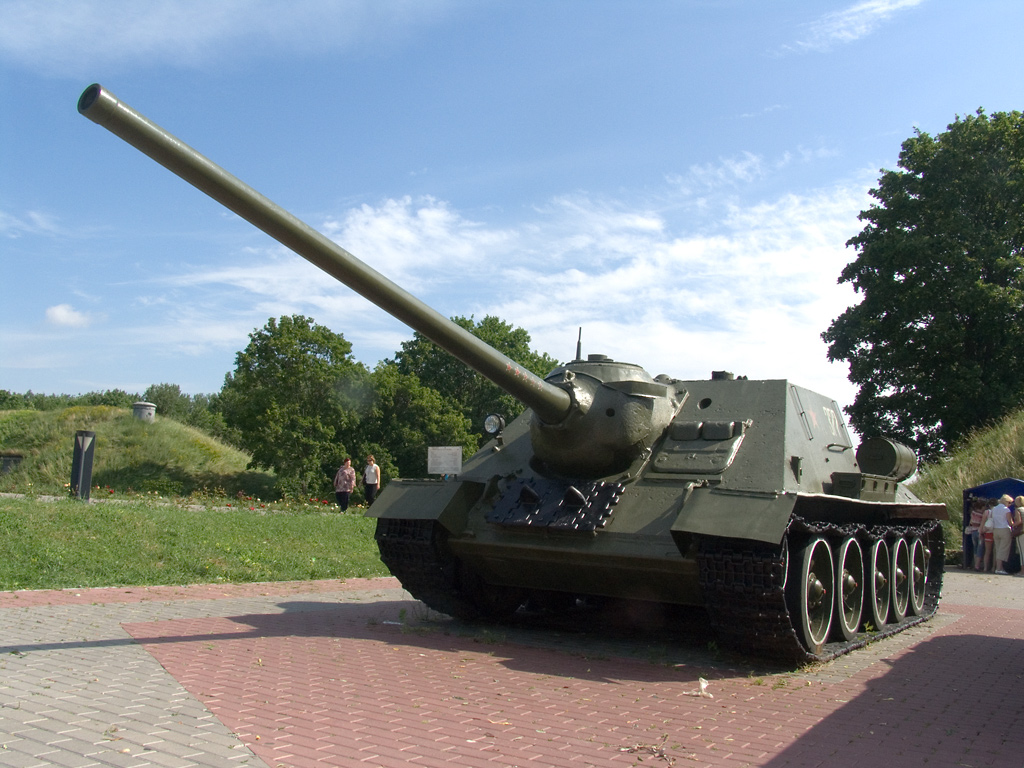
Vânător de tancuri sovietic SU-100

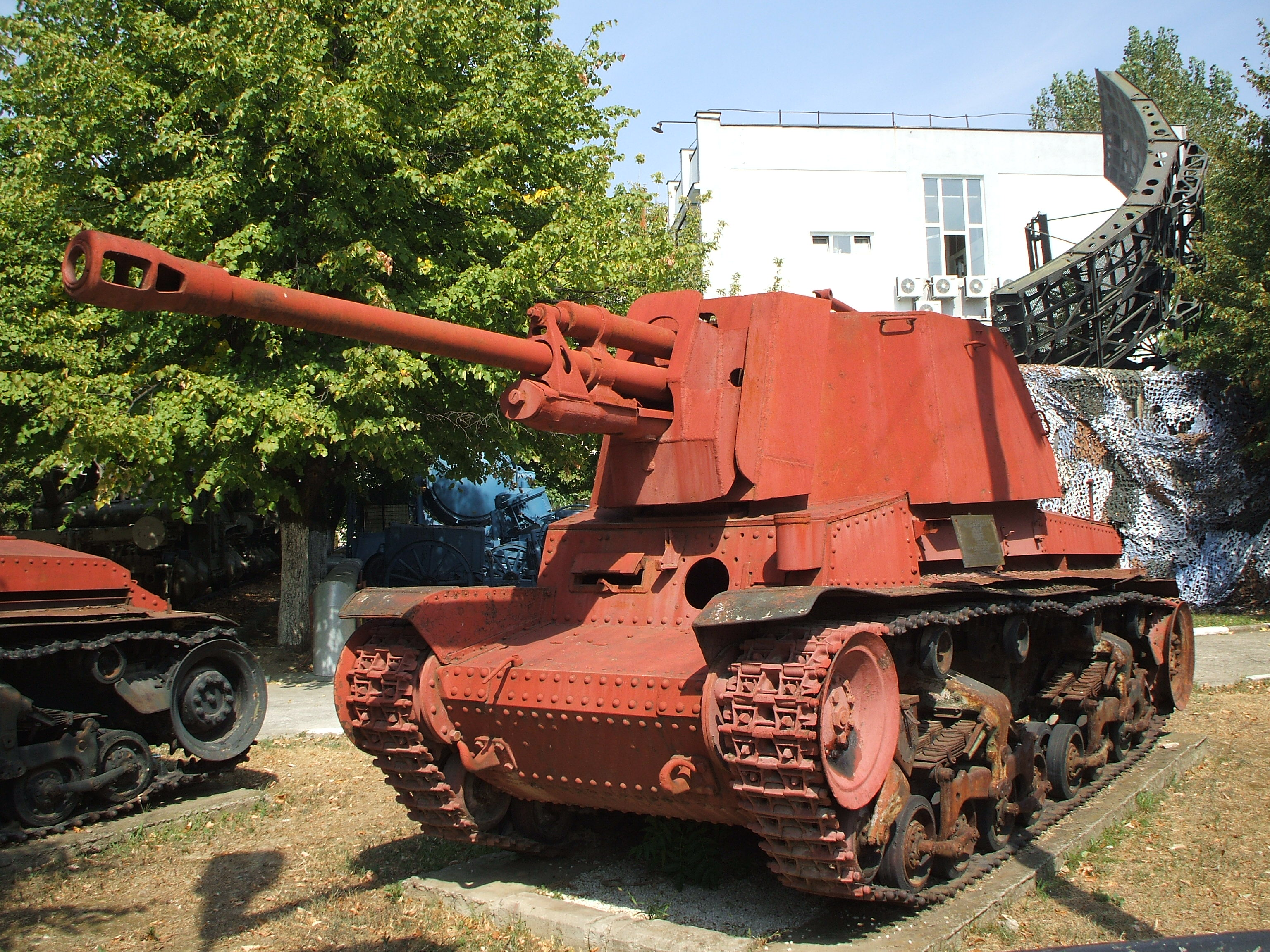
Vânătorul de tancuri românesc TACAM R-2 la Muzeul Militar Național "Regele Ferdinand" din București

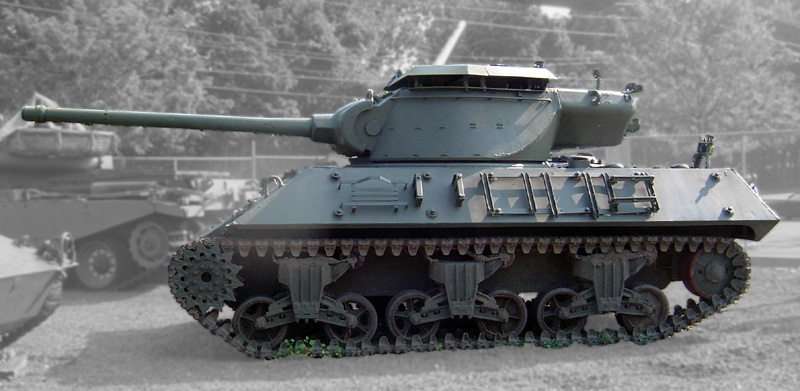
Vânătorul de tancuri american M36 Jackson. Turela era descoperită, iar în partea din spate a acesteia erau montate contragreutăți din cauza tunului de calibru mare

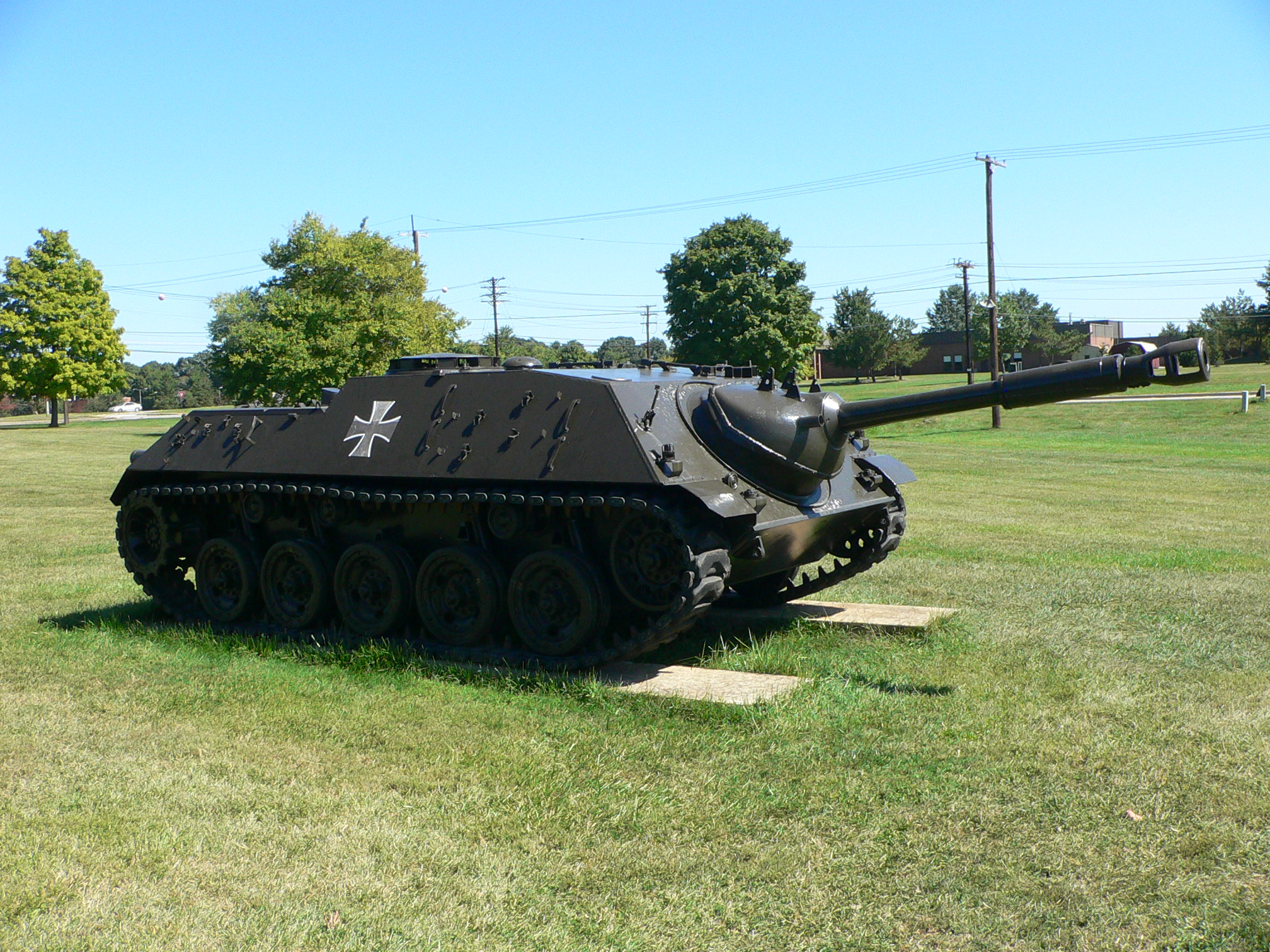
Kanonenjagdpanzer a fost singurul vânător de tancuri cu suprastructură de tip cazemată folosit după al Doilea Război Mondial. Ulterior, tunul de 90 mm a fost înlocuit cu rachete antitanc teleghidate

Primele vehicule specializate pentru luptele antitanc au apărut în Al Doilea Război Mondial, cu dezvoltarea tacticilor și îmbunătățirea tehnologiei blindatelor.
Vânătorii de tancuri se puteau împărți în două grupuri. Unii erau proiectați pentru a fi rapizi și mai ieftini decât tancurile medii, dar își păstrau capacitatea de a distruge blindatele grele la mare distanță. Strategia celui de al doilea proiect era să creeze un vehicul cu un blindaj mai mare, din care să rezulte un vehicul mai bine protejat decât tancurile inamice.
Proiectele germane și sovietice de vânători de tancuri foloseau o suprastructură de tip cazemată, tunul antitanc având o mișcare limitată în câmp orizontal. Rezultatul era un vehicul ușor, rapid și mai simplu decât un tanc, dar cu un tun de calibru mai mare decât în cazul tancurilor care foloseau același șasiu. Această tehnică a fost utilizată de ambele tabere pentru a obține capacități antitanc la un cost scăzut.
Cu această metodă tancurile învechite erau reînarmate pentru a fi utilizate ca vânători de tancuri. Tancul ușor Panzer I avea drept armament mitraliere și un blindaj subțire, totuși a fost folosit în timpul invaziei Poloniei în 1939. În lupta cu Franța, 202 Panzer I au fost transformate în Panzerjäger I, cu un tun antitanc de 47 mm. La fel ca în timpul Operațiunii Barbarossa, tunurile sovietice de calibru 76,2 mm capturate au fost montate pe șasiul blindatului Panzer II pentru a crea vânătorii de tancuri Marder II.
Ulterior, au fost proiectate vehicule specializate Jagdpanzer, bazate pe șasiul tancurilor, însă dotate cu un tun de calibru mai mare. Jagdpanther folosea șasiul tancului Panther și este considerat a fi unul dintre cele mai bune vehicule Jagdpanzer folosite de Wehrmacht.
Sovieticii au construit tunurile autopropulsate SU-85 și SU-100, bazate pe același șasiu folosit de tancul mediu T-34, iar modelele ISU-122 și ISU-152 foloseau șasiul tancului greu IS-2. În 1943, industria sovietică trece de la producția de tancuri ușoare ca T-70 la fabricarea tunului autopropulsat SU-76, care folosea același tren de direcție. Deși a fost construit ca un vânător de tancuri, SU-76 a fost folosit ulterior ca tun de asalt în sprijinul infanteriei, din cauza blindajului ușor și din cauza armamentului depășit.
În România a fost dezvoltat un concept de vânător de tancuri, Mareșal, prea târziu însă pentru a putea fi folosit în luptă. Singurii vânători de tancuri folosiți de Armata Română în timpul celui de-al Doilea Război Mondial au fost TACAM T-60 și TACAM R-2. Vehiculele TAs ale armatei, deși au fost folosite și ca vânători de tancuri, erau de fapt tunuri de asalt.

### Vânătorii de tancuri de fabricație britanică și americană
Proiectele Statelor Unite și cele ale Regatului Unit foloseau un concept diferit față de cele sovietice și germane. Doctrina americană era bazată pe nevoia de a combate tactica Blitzkrieg  germană. Unitățile aliate se așteptau să înfrunte o mare cantitate de tancuri pe fronturi relativ înguste; totuși, acest tip de atac rareori a avut loc. Planul anterior războiului nu avea drept obiectiv lupta directă contra tancurilor. Pentru această operațiune existau unități de vânători de tancuri separate, cu o capacitate de a înfunta tancurile inamice de la mare distanță.
Vânătorii de tancuri americani trebuiau să fie mobili și puternic blindați. Majoritatea aveau turelă, dar aceasta nu avea plafon pentru a economisi greutate și pentru a permite instalarea unui tun de mari dimensiuni. Totuși, datorită tunului de calibru mare, trebuiau să fie montate contra-greutăți în partea posterioară a turelei, precum în cazul vânătorilor de tancuri M10 Wolverine  și M36 Jackson. M18 Hellcat a fost un vânător de tancuri care se apropia de idealul doctrinei americane: era rapid, mic și avea un tun de 76 mm.
În 1944, un număr de tancuri medii M4 Sherman britanice au fost transformate în Sherman Firefly, adăugându-le un tun de 17 livre. Acest tun a fost folosit de majoritatea vânătorilor de tancuri de fabricație britanică, precum Achilles (bazat pe M10 Wolverine), Archer, Challenger și în cazul tancurilor experimentale Black Prince.

### Perioada postbelică
În anii 1950, Marea Britanie a fabricat Charioteer cu un tun de 20 livre instalat într-o turelă mare și montat pe șasiul tancului Cromwell. Singurul vânător de tancuri cu suprastructură de tip cazemată proiectat după război a fost Kanonenjagdpanzer folosit de Bundeswehr, care era foarte asemănător vechilor Jagdpanzer din al Doilea Război Mondial. Totuși, apariția rachetelor antitanc teleghidate (ATGM) a condus la dispariția conceptului de vânător de tancuri. Vânătorii de tancuri Kanonenjagdpanzer, de exemplu, au fost dotați cu rachete în locul tunului de 90 mm. Au existat încercări de a crea vehicule ușoare pentru a fi folosite de către forțele aeropurtate cum ar fi tancul ușor M551 Sheridan, vehiculul M50 Ontos dotat cu tunuri antitanc fără recul sau ASU-85, folosit de trupele aeropurtate ale Armatei Roșii.

### În prezent
Mașinile de luptă ale infanteriei sunt înarmate cu rachete ATGM, iar elicopterele de atac dispun de capacități antitanc avansate. Totuși, încă există vehicule specializate în luptele antitanc, precum cele dotate cu rachete cu rază lungă de acțiune sau vehiculele destinate desantului aerian.